# Love Tonight
"Love Tonight" is een nummer van het Australische elektronische muziekduo Shouse. Het nummer werd uitgebracht op 14 december 2017, via het Australische label Hell Beach, een sublabel van Onelove Recordings Australia.
Love Tonight kreeg bekendheid in 2021 nadat verschillende remixes uitgebracht werden. Dit leidde tot internationaal hitparadesucces. Onder meer Oliver Huntemann en David Guetta brachten een remix uit van het nummer. Het nummer haalde de top 3 in onder meer België, Nederland, het Verenigd Koninkrijk en Zwitserland. Het nummer staat op de bovenste tweede van de Summer Dance 15 van radioprogramma The X Vibe, een lijst met de beste zomerse dansproducties ooit gemaakt.

## Hitlijsten

### Nederlandse Top 40
| Hitnotering: 17-07-2021 t/m 27-11-2021 | Hitnotering: 17-07-2021 t/m 27-11-2021 | Hitnotering: 17-07-2021 t/m 27-11-2021 | Hitnotering: 17-07-2021 t/m 27-11-2021 | Hitnotering: 17-07-2021 t/m 27-11-2021 | Hitnotering: 17-07-2021 t/m 27-11-2021 | Hitnotering: 17-07-2021 t/m 27-11-2021 | Hitnotering: 17-07-2021 t/m 27-11-2021 | Hitnotering: 17-07-2021 t/m 27-11-2021 | Hitnotering: 17-07-2021 t/m 27-11-2021 | Hitnotering: 17-07-2021 t/m 27-11-2021 | Hitnotering: 17-07-2021 t/m 27-11-2021 | Hitnotering: 17-07-2021 t/m 27-11-2021 | Hitnotering: 17-07-2021 t/m 27-11-2021 | Hitnotering: 17-07-2021 t/m 27-11-2021 | Hitnotering: 17-07-2021 t/m 27-11-2021 | Hitnotering: 17-07-2021 t/m 27-11-2021 | Hitnotering: 17-07-2021 t/m 27-11-2021 | Hitnotering: 17-07-2021 t/m 27-11-2021 | Hitnotering: 17-07-2021 t/m 27-11-2021 | Hitnotering: 17-07-2021 t/m 27-11-2021 | Hitnotering: 17-07-2021 t/m 27-11-2021 |
| Week:                                  | 1                                      | 2                                      | 3                                      | 4                                      | 5                                      | 6                                      | 7                                      | 8                                      | 9                                      | 10                                     | 11                                     | 12                                     | 13                                     | 14                                     | 15                                     | 16                                     | 17                                     | 18                                     | 19                                     | 20                                     |                                        |
| -------------------------------------- | -------------------------------------- | -------------------------------------- | -------------------------------------- | -------------------------------------- | -------------------------------------- | -------------------------------------- | -------------------------------------- | -------------------------------------- | -------------------------------------- | -------------------------------------- | -------------------------------------- | -------------------------------------- | -------------------------------------- | -------------------------------------- | -------------------------------------- | -------------------------------------- | -------------------------------------- | -------------------------------------- | -------------------------------------- | -------------------------------------- | -------------------------------------- |
| Positie:                               | 39                                     | 35                                     | 23                                     | 16                                     | 11                                     | 6                                      | 6                                      | 8                                      | 5                                      | 5                                      | 5                                      | 5                                      | 12                                     | 18                                     | 23                                     | 30                                     | 32                                     | 34                                     | 36                                     | 36                                     | uit                                    |

### NederlandseSingle Top 100
| Hitnotering: 03-07-2021 t/m 05-11-2022 | Hitnotering: 03-07-2021 t/m 05-11-2022 | Hitnotering: 03-07-2021 t/m 05-11-2022 | Hitnotering: 03-07-2021 t/m 05-11-2022 | Hitnotering: 03-07-2021 t/m 05-11-2022 | Hitnotering: 03-07-2021 t/m 05-11-2022 | Hitnotering: 03-07-2021 t/m 05-11-2022 | Hitnotering: 03-07-2021 t/m 05-11-2022 | Hitnotering: 03-07-2021 t/m 05-11-2022 | Hitnotering: 03-07-2021 t/m 05-11-2022 | Hitnotering: 03-07-2021 t/m 05-11-2022 | Hitnotering: 03-07-2021 t/m 05-11-2022 | Hitnotering: 03-07-2021 t/m 05-11-2022 | Hitnotering: 03-07-2021 t/m 05-11-2022 | Hitnotering: 03-07-2021 t/m 05-11-2022 | Hitnotering: 03-07-2021 t/m 05-11-2022 | Hitnotering: 03-07-2021 t/m 05-11-2022 | Hitnotering: 03-07-2021 t/m 05-11-2022 | Hitnotering: 03-07-2021 t/m 05-11-2022 |
| Week:                                  | 1                                      | 2                                      | 3                                      | 4                                      | 5                                      | 6                                      | 7                                      | 8                                      | 9                                      | 10                                     | 11                                     | 12                                     | 13                                     | 14                                     | 15                                     | 16                                     | 17                                     | 18                                     |
| -------------------------------------- | -------------------------------------- | -------------------------------------- | -------------------------------------- | -------------------------------------- | -------------------------------------- | -------------------------------------- | -------------------------------------- | -------------------------------------- | -------------------------------------- | -------------------------------------- | -------------------------------------- | -------------------------------------- | -------------------------------------- | -------------------------------------- | -------------------------------------- | -------------------------------------- | -------------------------------------- | -------------------------------------- |
| Positie:                               | 63                                     | 41                                     | 25                                     | 9                                      | 5                                      | 3                                      | 2                                      | 3                                      | 4                                      | 4                                      | 4                                      | 6                                      | 6                                      | 5                                      | 10                                     | 12                                     | 14                                     | 17                                     |
| Week:                                  | 19                                     | 20                                     | 21                                     | 22                                     | 23                                     | 24                                     | 25                                     | 26                                     | 27                                     | 28                                     | 29                                     | 30                                     | 31                                     | 32                                     | 33                                     | 34                                     | 35                                     | 36                                     |
| Positie:                               | 17                                     | 17                                     | 18                                     | 20                                     | 22                                     | 24                                     | 40                                     | 49                                     | 63                                     | 24                                     | 37                                     | 40                                     | 43                                     | 44                                     | 46                                     | 45                                     | 48                                     | 45                                     |
| Week:                                  | 37                                     | 38                                     | 39                                     | 40                                     | 41                                     | 42                                     | 43                                     | 44                                     | 45                                     | 46                                     | 47                                     | 48                                     | 49                                     | 50                                     | 51                                     | 52                                     | 53                                     | 54                                     |
| Positie:                               | 49                                     | 51                                     | 52                                     | 48                                     | 52                                     | 50                                     | 50                                     | 53                                     | 53                                     | 52                                     | 49                                     | 45                                     | 51                                     | 53                                     | 53                                     | 52                                     | 53                                     | 55                                     |
| Week:                                  | 55                                     | 56                                     | 57                                     | 58                                     | 59                                     | 60                                     | 61                                     | 62                                     | 63                                     | 64                                     | 65                                     | 66                                     | 67                                     | 68                                     | 69                                     | 70                                     | 71                                     |                                        |
| Positie:                               | 54                                     | 52                                     | 55                                     | 54                                     | 52                                     | 52                                     | 58                                     | 66                                     | 65                                     | 66                                     | 71                                     | 72                                     | 79                                     | 85                                     | 86                                     | 90                                     | 92                                     | uit                                    |

### VlaamseUltratop 50
| Hitnotering (week 1): 26-06-2021 Hitnotering (week 2 t/m 36): 10-07-2021 t/m 05-03-2022 | Hitnotering (week 1): 26-06-2021 Hitnotering (week 2 t/m 36): 10-07-2021 t/m 05-03-2022 | Hitnotering (week 1): 26-06-2021 Hitnotering (week 2 t/m 36): 10-07-2021 t/m 05-03-2022 | Hitnotering (week 1): 26-06-2021 Hitnotering (week 2 t/m 36): 10-07-2021 t/m 05-03-2022 | Hitnotering (week 1): 26-06-2021 Hitnotering (week 2 t/m 36): 10-07-2021 t/m 05-03-2022 | Hitnotering (week 1): 26-06-2021 Hitnotering (week 2 t/m 36): 10-07-2021 t/m 05-03-2022 | Hitnotering (week 1): 26-06-2021 Hitnotering (week 2 t/m 36): 10-07-2021 t/m 05-03-2022 | Hitnotering (week 1): 26-06-2021 Hitnotering (week 2 t/m 36): 10-07-2021 t/m 05-03-2022 | Hitnotering (week 1): 26-06-2021 Hitnotering (week 2 t/m 36): 10-07-2021 t/m 05-03-2022 | Hitnotering (week 1): 26-06-2021 Hitnotering (week 2 t/m 36): 10-07-2021 t/m 05-03-2022 | Hitnotering (week 1): 26-06-2021 Hitnotering (week 2 t/m 36): 10-07-2021 t/m 05-03-2022 | Hitnotering (week 1): 26-06-2021 Hitnotering (week 2 t/m 36): 10-07-2021 t/m 05-03-2022 | Hitnotering (week 1): 26-06-2021 Hitnotering (week 2 t/m 36): 10-07-2021 t/m 05-03-2022 | Hitnotering (week 1): 26-06-2021 Hitnotering (week 2 t/m 36): 10-07-2021 t/m 05-03-2022 | Hitnotering (week 1): 26-06-2021 Hitnotering (week 2 t/m 36): 10-07-2021 t/m 05-03-2022 | Hitnotering (week 1): 26-06-2021 Hitnotering (week 2 t/m 36): 10-07-2021 t/m 05-03-2022 | Hitnotering (week 1): 26-06-2021 Hitnotering (week 2 t/m 36): 10-07-2021 t/m 05-03-2022 | Hitnotering (week 1): 26-06-2021 Hitnotering (week 2 t/m 36): 10-07-2021 t/m 05-03-2022 | Hitnotering (week 1): 26-06-2021 Hitnotering (week 2 t/m 36): 10-07-2021 t/m 05-03-2022 | Hitnotering (week 1): 26-06-2021 Hitnotering (week 2 t/m 36): 10-07-2021 t/m 05-03-2022 |
| Week:                                                                                   | 1                                                                                       |                                                                                         | 2                                                                                       | 3                                                                                       | 4                                                                                       | 5                                                                                       | 6                                                                                       | 7                                                                                       | 8                                                                                       | 9                                                                                       | 10                                                                                      | 11                                                                                      | 12                                                                                      | 13                                                                                      | 14                                                                                      | 15                                                                                      | 16                                                                                      | 17                                                                                      | 18                                                                                      |
| --------------------------------------------------------------------------------------- | --------------------------------------------------------------------------------------- | --------------------------------------------------------------------------------------- | --------------------------------------------------------------------------------------- | --------------------------------------------------------------------------------------- | --------------------------------------------------------------------------------------- | --------------------------------------------------------------------------------------- | --------------------------------------------------------------------------------------- | --------------------------------------------------------------------------------------- | --------------------------------------------------------------------------------------- | --------------------------------------------------------------------------------------- | --------------------------------------------------------------------------------------- | --------------------------------------------------------------------------------------- | --------------------------------------------------------------------------------------- | --------------------------------------------------------------------------------------- | --------------------------------------------------------------------------------------- | --------------------------------------------------------------------------------------- | --------------------------------------------------------------------------------------- | --------------------------------------------------------------------------------------- | --------------------------------------------------------------------------------------- |
| Positie:                                                                                | 49                                                                                      | uit                                                                                     | 39                                                                                      | 35                                                                                      | 11                                                                                      | 3                                                                                       | 4                                                                                       | 3                                                                                       | 3                                                                                       | 1                                                                                       | 1                                                                                       | 1                                                                                       | 1                                                                                       | 1                                                                                       | 1                                                                                       | 2                                                                                       | 3                                                                                       | 8                                                                                       | 6                                                                                       |
| Week:                                                                                   | 19                                                                                      | 20                                                                                      | 21                                                                                      | 22                                                                                      | 23                                                                                      | 24                                                                                      | 25                                                                                      | 26                                                                                      | 27                                                                                      | 28                                                                                      | 29                                                                                      | 30                                                                                      | 31                                                                                      | 32                                                                                      | 33                                                                                      | 34                                                                                      | 35                                                                                      | 36                                                                                      |                                                                                         |
| Positie:                                                                                | 7                                                                                       | 9                                                                                       | 9                                                                                       | 6                                                                                       | 15                                                                                      | 11                                                                                      | 15                                                                                      | 12                                                                                      | 13                                                                                      | 15                                                                                      | 18                                                                                      | 24                                                                                      | 26                                                                                      | 34                                                                                      | 31                                                                                      | 35                                                                                      | 44                                                                                      | 50                                                                                      | uit                                                                                     |